# Carmichaelia curta
Carmichaelia curta är en ärtväxtart som beskrevs av Donald Petrie. Carmichaelia curta ingår i släktet Carmichaelia och familjen ärtväxter. Inga underarter finns listade i Catalogue of Life.